# Love Me or Leave Me (песня)
«Love Me or Leave Me» — песня, которую американский композитор Уолтер Дональдсон и поэт-песенник Гас Кан написали для своего мюзикла Whoopee!. Премьера мюзикла состоялась на Бродвее в 1928 году, исполняла в нём эту песню Рут Эттинг.

## Музыка и слова
По жанру это баллада. Песня начинается со слов:
Или люби меня, или оставь меня в покое и позволь мне быть одинокой.
Певица обращается к мужчине, говоря, что он может и не поверить, но она любит только его.

## Популярность
В 1929 году запись певицы Рут Эттинг пользовалась большей популярностью, чем версии, записанные другими исполнителями. В 2005 году её оригинальная пластинка с этой песней (78 об./мин., 1928, лейбл Columbia Records) был принята в Зал славы «Грэмми».